# Voleibol Licenciados Reunidos 2015-2016
Questa voce raccoglie le informazioni riguardanti il Voleibol Licenciados Reunidos nelle competizioni ufficiali della stagione 2015-2016.

## Organigramma societario
Area direttiva
- Presidente: José Carlos Domine
- Vicepresidente: Gabriel María Solano

Area tecnica
- Allenatore: Raúl Rocha
- Allenatore in seconda: Juan Pedro Martín
- Assistente allenatore: Enrique Carrasco
- Scout man: Amalia Rodríguez

Area sanitaria
- Preparatore atletico: Carlos Dávila

## Rosa
| N° | Nome              | Ruolo | Data di nascita   | Nazionalità sportiva |
| -- | ----------------- | ----- | ----------------- | -------------------- |
| 1  | Jesús Gómez       | L     | 1º dicembre 1991  | Spagna               |
| 2  | Andrés Cano       | L     | 13 dicembre 1994  | Spagna               |
| 3  | José Acedo        | P     | 1º ottobre 1981   | Spagna               |
| 5  | Juan Díaz-Romeral | S/O   | 3 giugno 1989     | Spagna               |
| 6  | Jesús Montero     | S     | 23 febbraio 1993  | Spagna               |
| 7  | Kevin Medina      | S     | 6 giugno 1992     | Spagna               |
| 8  | Maxson Guilherme  | S/O   | 24 novembre 1988  | Brasile              |
| 10 | Jorge Gómez       | L     | 5 dicembre 1996   | Spagna               |
| 11 | Srdjan Nadazdin   | S     | 9 novembre 1989   | Stati Uniti          |
| 12 | Cristian Palacios | C     | 21 marzo 1993     | Colombia             |
| 13 | Andrés Hernández  | C     | 30 aprile 1988    | Spagna               |
| 14 | Antonio Burgal    | C     | 7 marzo 1988      | Spagna               |
| 14 | Luis Poyato       | -     | 3 maggio 1998     | Spagna               |
| 15 | Javier Trujillo   | P     | 13 settembre 1999 | Spagna               |
| 16 | Ricardo Brillo    | -     | 20 dicembre 1990  | Spagna               |
| 17 | Huang Pei-Hung    | P     | 17 novembre 1990  | Taipei cinese        |